# Alassane Diallo
Pour les articles homonymes, voir Diallo.
Alassane Diallo, né le 17 avril 1989 à Dakar, est un footballeur sénégalais qui joue au poste d' attaquant de pointe à AJEL de Rufisque.

## Biographie
Alassane Diallo est un footballeur sénégalais né le 17 avril 1989 dans la région de Dakar qui évolue au poste d'attaquant.
Il a commencé sa carrière de footballeur avec le club insulaire de l'US Gorée avant de rejoindre le championnat marocain avec le Mas de Fès en juillet 2012 pour un contrat de trois ans. Par la suite, Alassane Diallo a eu à évoluer dans plusieurs championnats de football dans le Proche-Orient avec des clubs dénommés Al Faisaly SC, Emirates Club, Al Shaab, Dibba Fujairah et Al Shorta SC avant de faire son retour dans le championnat sénégalais en décembre 2021 avec l'US Gorée. En septembre 2023, Alassane Diallo rejoint le AJEL de Rufisque et participe à la montée de l'équipe en première division.
Alassane Diallo a eu à remporter le titre de meilleur buteur du championnat sénégalais en 2011 avec neuf réalisations avant de rejoindre le championnat marocain.

## Palmarès

### En club
Al-Shorta SC
- Championnat d'Irak :
  - Champion : 2019,